# Egyházkerület
Az egyházkerület protestáns egyházszervezeti egység elnevezése, a 19. századig szuperintendenciának is nevezték. A kifejezést elsősorban a magyarországi református és az evangélikus egyház vonatkozásában használják. Vezetői a püspök és a világi főgondnok vagy egyházkerületi felügyelő, így nagyságrendileg a katolikus egyházmegyének felel meg. (A katolikus egyházban használt esperesi kerület vagy főesperesség kisebb egységeket jelentenek.)

## Egyházkerületek kialakulása Magyarországon
A reformáció magyarországi terjedése során a protestáns gyülekezetek szuperintendenciákba kezdtek tömörülni. Ezeknek a formálódó szervezeteknek végül III. Károly király 1731-ben kiadott rendelete, a Carolina resolutio adott végleges keretet.

## Református egyházkerületek Magyarországon

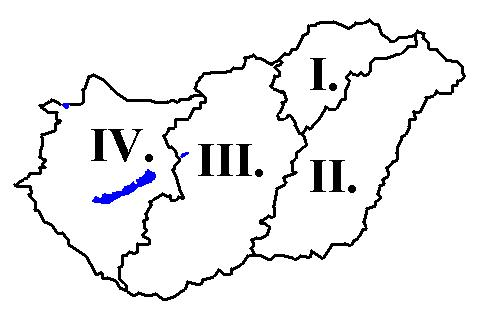
Református egyházkerületek Magyarországon, I. Tiszáninneni, II. Tiszántúli, III: Dunamelléki, IV.:Dunántúli

- Dunamelléki Református Egyházkerület

Székhelye: Budapest
Püspöke: Balog Zoltán
Főgondnoka: Veres Sándor
Egyházmegyéi: Baranyai Egyházmegye, Bács-Kiskunsági Egyházmegye, Budapest-Déli Egyházmegye, Budapest-Északi Egyházmegye, Északpesti Egyházmegye, Tolnai Egyházmegye, Vértesaljai Egyházmegye
- Dunántúli Református Egyházkerület

Székhelye: Pápa
Püspöke: Steinbach József
Főgondnoka: Dr. Nemes Pál
Egyházmegyéi: Mezőföldi Egyházmegye, Őrségi Egyházmegye, Pápai Egyházmegye, Somogyi Egyházmegye, Tatai Egyházmegye, Veszprémi Egyházmegye
- Tiszáninneni Református Egyházkerület

Székhelye: Miskolc
Püspöke: Pásztor Dániel
Főgondnoka: Dr. Molnár Pál
Egyházmegyéi: Abaúji Egyházmegye, Borsod-Gömöri Egyházmegye, Egervölgyi Egyházmegye, Zempléni Egyházmegye
- Tiszántúli Református Egyházkerület

Székhelye: Debrecen
Püspöke: Dr. Fekete Károly
Főgondnoka: Molnár János
Egyházmegyéi: Békési Egyházmegye, Bihari Egyházmegye, Csongrádi Egyházmegye, Debreceni Egyházmegye, Hajdúvidéki Egyházmegye, Nagykunsági Egyházmegye, Nyírségi Egyházmegye, Szabolcs-Beregi Egyházmegye, Szatmári Egyházmegye

## Evangélikusegyházkerületek Magyarországon

### A reformáció korától 1952-ig
A reformáció magyarországi terjedése során a gyülekezetszervezések után nem sokkal az evangélikus gyülekezetek is szuperintendenciákba kezdtek tömörülni. A végleges szervezetet itt is a Carolina resolutio szabta meg. Ez alapján négy evangélikus egyházkerület alakult Magyarországon:
- Bányai Egyházkerület
- Dunáninneni Egyházkerület
- Dunántúli Egyházkerület
- Tiszai Egyházkerület

Az erdélyi szász evangélikusok ezeken a kereteken kívül, teljesen önálló erdélyi országos evangélikus egyházat szerveztek.
A trianoni békeszerződés következtében a kerületek mindegyike jóval kisebb lett. Különösen a dunáninneni és a tiszai kerület zsugorodott össze, így sokáig napirenden volt ennek a két kerületnek az összevonása. 1938 és 1945 között időlegesen mind a négy kerülethez visszatérhetett néhány gyülekezet. A hagyományosan kialakult egyházszervezeti beosztást az 1952. évi zsinat szüntette meg.

### 1952 és 2000 között
Ebben az időszakban két egyházkerület működött, kezdetben mind a kettő 8-8 egyházmegyével, mind a kettőnek Budapesten volt a székhelye:
- Déli Egyházkerület
- Északi Egyházkerület

### 2000 óta
2000-ben a Zsinat újra felállította a régi dunántúli egyházkerületet, Nyugati (Dunántúli) Egyházkerület néven. Egyes törekvések a Romániai Evangélikus-Lutheránus Egyházat keleti egyházkerületként kapcsolnák be újra a Magyarországi Evangélikus Egyház közösségébe.
A Magyarországi Evangélikus Egyház jelenlegi egyházkerületei:
- Déli Evangélikus Egyházkerület

Székhelye: Pest
Püspöke: Kondor Péter
Egyházkerületi felügyelője: Font Sándor
Egyházmegyéi: Bács-Kiskun Egyházmegye, Kelet-Békési Egyházmegye, Nyugat-Békési Egyházmegye, Pesti Egyházmegye, Tolna-Baranyai Egyházmegye
Egyházközségek száma: 65
- Északi Evangélikus Egyházkerület

Székhelye: Buda
Püspöke: Dr. Fabiny Tamás (elnök-püspök)
Egyházkerületi felügyelője: Dr. Fábri György
Egyházmegyéi: Borsod-Hevesi Egyházmegye, Budai Egyházmegye, Dél-Pest Megyei Egyházmegye, Észak-Pest Megyei Egyházmegye, Hajdú-Szabolcsi Egyházmegye, Nógrádi Egyházmegye
Egyházközségek száma: 79
- Nyugati (Dunántúli) Evangélikus Egyházkerület

Székhelye: Győr
Püspöke: Szemerei János
Egyházkerületi felügyelője: Mészáros Tamás
Egyházmegyéi: Fejér-Komáromi Egyházmegye, Győr-Mosoni Egyházmegye, Somogy-Zalai Egyházmegye, Soproni   Egyházmegye, Vasi Egyházmegye, Veszprémi Egyházmegye
Egyházközségek száma: 107
Az egyházkerületekhez tartozó gyülekezetek felsorolása: Magyarországi evangélikus egyházközségek listája